# Vecinos (telenovela colombiana)
Vecinos es una telenovela colombiana producida por Caracol Televisión en 2008 y 2009. Esta protagonizada por Robinson Díaz y Flora Martínez, con las participaciones antagónicas de Luis Mesa, Sara Corrales, Kenny Delgado, Amparo Conde y Patricia Polanco, y con la participación estelar de Fernando Solórzano, Alexandra Restrepo, María Margarita Giraldo y Alberto Saavedra. Fue una de las telenovelas mas vistas del año en su país. Su audiencia promedio fue de 14,3 de sintonía.

## Sinopsis
Óscar Leal es un taxista extrovertido y buena persona, que se preocupa mucho por los demás pero que tiene una debilidad y esta es la rumba. Es por esto que sus vecinos del barrio le odian, ya que por sus fiestas no pueden dormir en paz. Únicamente lo defiende su mejor amigo Henry Patarroyo. La historia comienza con Óscar ofreciéndole a Jéssica llevarla a su trabajo, la cual no duda en aceptar solo por interés, ya que a Óscar esta le fascina. En el camino Jéssica habla de su sueño de vivir en un edificio lujoso y él fanfarroneando le dice que al ganarse la lotería le comprará su apartamento y le pedirá matrimonio. Jéssica se burla de él pero Óscar en aras de demostrarle sus palabras, se detiene a comprar un boleto de lotería. Óscar está decidido a conquistarla, pues cree que Jéssica es la mujer buena y honesta para formar un hogar, pero él no sabe que ella es la amante de Rodolfo, su jefe en la inmobiliaria donde trabaja y el novio de Tatiana Gómez, una bellísima y adinerada mujer. La relación de Tatiana y Rodolfo pasa por un momento difícil pues él en vez de proponerle matrimonio, le propone ser socios y Tatiana se decepciona. 
Óscar tratando de recuperar el dinero perdido en el boleto de la lotería, reserva una carrera y se encuentra con Tatiana quien se dirige al cementerio. En el taxi, Tatiana discute con Rodolfo y rompe su compromiso con él. Óscar deja a Tatiana en el cementerio y esta al llegar a la tumba se sorprende al no ver a nadie allí, pero se sorprende aún más cuando Óscar se ofrece a acompañarla y rezar con ella. Ella muy triste, le propone a Óscar manejar durante horas por toda la ciudad para huir de sus problemas. Óscar la invita a un trago el cual ella acepta y a partir de allí surge un fuerte interés entre ellos, pese a sus diferencias sociales. Finalmente Óscar lleva a Tatiana a su casa algo pasada de tragos y al llegar se encuentran con Rodolfo y los propietarios del Fontainebleau, edificio en el que vive y del cual es la presidenta del consejo. Luego, Óscar le comenta a su mejor amigo Henry que conoció la mujer más bella, pero se lamenta porque cree que jamás la volverá a ver. Sin embargo la mujer dejó su celular en el taxi de Óscar debido a su estado de embriaguez. En ese momento empiezan a tener contacto.
Esa misma noche Óscar se gana la lotería y celebra con una gran fiesta. Los vecinos se unen a él esta vez pues lo ven como una nueva mina de oro. Jéssica repentinamente le presta caso a Óscar y le recuerda la promesa que le hizo. Días después Óscar está en la inmobiliaria donde trabaja Tatiana cerrando el negocio del apartamento que su madre Doña Ruca había comenzado, para asegurar que él invirtiera bien su dinero y es así como Tatiana y Óscar quedan viviendo frente a frente en el edificio Fontainebleau. La llegada de Óscar transformará al edificio y lo acercará aún más a Tatiana. Sin embargo no faltarán los conflictos entre ellos debido al comportamiento revoltoso de Óscar y a los constantes problemas que se generarán con el resto de los vecinos.

## Reparto[7]
- Robinson Díaz - Óscar Leal Leal / Óscar Rodríguez Leal
- Flora Martínez - Tatiana Gómez
- Luis Mesa - Rodolfo Castañeda Brigard
- Fernando Solórzano[3] - Henry Jonás Patarroyo
- Sara Corrales[2] - Jéssica Antonieta Morales
- Kenny Delgado - Álvaro de Jesús Vélez
- Patricia Polanco - Clara Inés "Clarita" de Vélez
- Alexandra Restrepo - Sandra Patricia "Patico" Rodríguez de Patarroyo
- María Margarita Giraldo - Doña Ruca del Socorro Leal
- Christian Tappan - Alfonso "Poncho" María Krauss
- Paola Díaz - Sara María "Sarita" de Krauss
- Amparo Conde - Alicia Morales
- Alberto Saavedra - Gervasio Arcesio Rodríguez
- Adriana Campos +[8][9] - Nicole Aguilar
- Ricardo Pérez Tamayo[10] - Diego Armando "El Gato" Aguilar
- Juan Carlos Arango - Mauricio Rey León
- Alberto Barrero - Ubaldo Matildo Franco
- Luz Estrada - Yolanda
- Paola Suárez Forero - Vanessa Dávalos Hoyos
- Javier Gardeazábal - Álvaro "Alvarito" Vélez
- Diana Mendoza - Ligia
- María Cristina Montoya - Doña Blanca
- Gabriel Vanegas - Don Pedro
- Fernando Arango - Alberto "Vaselino" Buendía
- Jaime Correa - Marcos Zorro
- Policarpo Forero - Don Pipe
- Isabela Córdoba - Natalia "La Tata" Camacho

### Actuaciones especiales
- Margalida Castro - Rosita Ávila
- Pedro Palacio - Fercho "La Ñapa" Pérez
- Anderson Balsero - Octavio Peláez
- Moises Rivillas - Espía contratado por Sara y La Tata para espiar a Poncho
- Alberto León Jaramillo - Frank Pacheco
- Juan Carlos Pérez Almanza - Secuestrador de Peláez
- Alfonso Peña - "Riverita"
- Rosmery Cárdenas - Pepita
- Leonardo Acosta - Dr. Camilo Villalobos
- Julio Pachón - Dr. Raigoso
- Yesenia Valencia - Marisol Gómez
- Alfredo Tappan - Jorge Krauss
- Carmenza González - Maruja
- Luz Dary Beltrán - Yeimy
- Adriana Osorio - Directora Lola
- Mariela Home - Guardia Galindo
- Eleazar Osorio - Capitán de la Policía encargado del caso de la Inmobiliaria
- Victor Hugo Trespalacios - El Cuervo
- Alexander Páez - El Vladi

## Música
El tema de apertura es "Soy el que goza", compuesto por José Ricardo Torres (Jox) e interpretado por Igor Moreno Rengifo. Uno de los temas principales que aparece durante el transcurso de la historia es "Así te quiero yo", de la Gran Banda Caleña, canción que aparece durante varias escenas de Óscar y Tatiana. Canciones como "Reconciliación" de Tito Cortés, "Amor en tinieblas" de Mary Ramia, y canciones de la orquesta The Latin Brothers como "Sobre las olas" y "Buscándote" aparecen durante el transcurso de la historia. El tema "Hasta que llegaste tú" de Diana Ángel también se presenta durante el transcurso de los capítulos finales de la historia.

## Dos Versiones del final
En el transcurso final de la historia, se emitieron dos versiones:
- La primera en la enfermedad de Sol la hija de Jessica cuando se recupera, Jessica toma la decisión de separarse de Oscar e irse a casa de su madre. Esta escena es emitida en la versión internacional de la novela.
- La segunda versión al recuperarse la bebé, ella ayuda a huir a Rodolfo para después ser secuestrada por este mismo, en complicidad con Álvaro y Peláez (que habían escapado de la cárcel) cambiando ligeramente la trama final. Esta escena es emitida en la versión transmitida en Colombia.

Asimismo, hay también dos versiones en otras escenas de la fase final de la novela:
- En la versión emitida en Colombia, La Tata regresa de Miami con su hija en brazos al apartamento de Sara, sin saber que Poncho estaba viviendo con ella. También se muestra una escena donde Poncho tiene una pesadilla en la que ve a La Tata caminando desnuda por todo el edificio.
- En la versión internacional, Poncho va a despedirse de Sara para conocer a su hija en Miami.

## Premios y nominaciones

### Premios Tvynovelas
| Año  | Categoría                              | Nominado                                                                | Resultado |
| ---- | -------------------------------------- | ----------------------------------------------------------------------- | --------- |
| 2009 | Mejor Telenovela                       | Vecinos                                                                 | Nominada  |
| 2009 | Mejor Actriz Protagónica De Telenovela | Flora Martínez                                                          | Nominada  |
| 2009 | Mejor Actor Protagónico De Telenovela  | Róbinson Díaz                                                           | Nominada  |
| 2009 | Mejor Actriz Antagónica De Telenovela  | Sara Corrales                                                           | Nominada  |
| 2009 | Mejor Libretista De Telenovela/Serie   | Ana Fernanda Martínez Carlos Fernández de Soto y Andrea López Jaramillo | Nominados |
| 2009 | Mejor Director De Telenovela/Serie     | Germán Porras y Anselmo “Chemo” Calvo                                   | Nominados |

### Premios India Catalina
| Año  | Categoría                             | Nominado                | Resultado |
| ---- | ------------------------------------- | ----------------------- | --------- |
| 2009 | Mejor Actriz/Actor de Reparto         | María Margarita Giraldo | Nominada  |
| 2009 | Mejor Actriz Antagónica De Telenovela | Sara Corrales           | Nominada  |

## Versiones
- En 2013, TV Azteca realizó la nueva versión de esta telenovela con el nombre Corazón en condominio, protagonizada por Cynthia Rodríguez y Víctor García, y antagonizada por Arap Bethke.[11][12]